# Манирак
Манира́к (каз. Маңырақ) — село у складі Тарбагатайського району Східноказахстанської області Казахстану. Адміністративний центр Манирацького сільського округу.
Населення — 895 осіб (2021; 1338 у 2009, 1848 у 1999, 1830 у 1989).
Національний склад станом на 1989 рік:
- казахи — 100 %

До 1992 року село називалося Покровка.